# Children of the Whirlwind
Children of the Whirlwind er en amerikansk stumfilm fra 1925 instrueret af Whitman Bennett.

## Medvirkende
- Lionel Barrymore som Joe Ellison
- Johnnie Walker som Larry Brainerd
- Marguerite De La Motte som Maggie
- J.R. Roser som Hunt
- Marie Haynes
- Bert Tuey som Barney
- Frank Montgomery som Carlisle
- Ruby Blaine som Isabel Sherwood